# Elena Varzi
Elena Varzi (Roma, 21 dicembre 1926 – Sperlonga, 1º settembre 2014) è stata un'attrice italiana.
È stata la moglie dell'attore Raf Vallone e madre di Eleonora, Arabella e Saverio Vallone.

## Biografia
Esordì nel 1949 come protagonista del film È primavera.

Raf Vallone, la moglie Elena Varzi e la piccola Eleonora nel 1955

Fu sposata per cinquant'anni con Raf Vallone, conosciuto nel 1950 sul set de Il cammino della speranza, che rimane probabilmente la miglior interpretazione dell'attrice; dal matrimonio nacquero tre figli: Eleonora e i gemelli Saverio e Arabella.
Dopo aver preso parte ad altri pochi film appartenenti al cinema neorealista (come Il cammino della speranza e Il cristo proibito) sempre dividendo la scena con suo marito, verso la metà degli anni cinquanta preferì abbandonare il cinema per dedicarsi alla famiglia, anche se molto richiesta dai più grandi cineasti del momento (Fellini, De Sica, Sordi e altri). Muore a Sperlonga il 1º settembre 2014; dopo due giorni si sono celebrati i funerali nella chiesa di San Roberto Bellarmino a Roma; riposa accanto al marito nel cimitero di Tropea.

## Filmografia
- È primavera, regia di Renato Castellani (1949)
- Il cammino della speranza, regia di Pietro Germi (1950)
- Il Cristo proibito, regia di Curzio Malaparte (1951)
- Roma ore 11, regia di Giuseppe De Santis (1952)
- Uomini senza pace, regia di José Luis Sáenz de Heredia (1952)
- Gli eroi della domenica, regia di Mario Camerini (1953)
- Delirio, regia di Pierre Billon e Giorgio Capitani (1954)
- Siluri umani, regia di Antonio Leonviola (1954)
- Toni, regia di Philomène Esposito (1999)

## Doppiatrici
- Dhia Cristiani in Il cammino della speranza, Il cristo proibito, Delirio
- Goliarda Sapienza in È primavera...
- Lydia Simoneschi in Siluri umani
- Franca Lumachi in Toni